# Lions Air
Lions Air är ett schweiziskt charterflygbolag med huvudkontor i Zürich, Schweiz. Lions Air utför charter och affärsflygningar med hjälp av flygplan och helikoptrar. Lions Air grundades 1986 och etablerade sig i slutet av 1980-talet.

## Historia
Lions Air grundades 1986 av piloten, Jürg Fleischmann. Sommaren 2005 planerade flygbolaget att köpa in och arrendera ut en McDonnell Douglas MD-80. Det var frön början tänkt att planet skulle flyga från Zürich och Genève till Pristina, Sarajevo och Skopje. Man övergav dock planen senare. 
I Juli 2007 hade flygbolaget ca 30 fast anställda.

## Flotta
Lions Airs flotta inkluderade i Juli 2007 dessa luftfartsfordon.:
- Flygplan
  - Pilatus PC-12
  - Cheyenne ll
  - Gulfstream G200
  - Cessna 172
- Helikoptrar
  - Agusta A109 E Power
  - Eurocopter EC130 B4 Ecureuil
  - Agusta-Bell 206 B Jet-Ranger 3
  - MBB BO 105 CBS-4